# Capela do Senhor da Rua Nova
A Capela do Senhor da Rua Nova, também referida como Capela de Santo Cristo, localiza-se em Fornos, na atual freguesia de Lagoaça e Fornos, no Município de Freixo de Espada à Cinta, Distrito de Bragança, em Portugal.
Encontra-se classificada como Imóvel de Interesse Público desde 1984.

## História
Situada no largo do Santo Cristo, ao cimo da rua Nova, a sua edificação remonta ao século XVIII. O nome do seu arquitecto é desconhecido. Uma inscrição na torre sineira indica a data de 1743.
As "Memórias Paroquiais de 1758" dão conta que a capela era usada para sepultar os mortos e gerida pelos moradores da comunidade.
As festas em sua homenagem tem lugar anualmente, no primeiro domingo do mês de setembro.

## Características
Este templo é bastante semelhante à Capela de Santa Bárbara em Felgar, e integra um conjunto de capelas setecentistas da região de Bragança de configuração semelhante, como a capela do Santo Cristo, em Carviçais.
A fachada principal termina em empena truncada por sineira. O interior tem uma planta quadrada e contem uns caixotões da abóbada de berço com representações da Paixão de Cristo e retábulo de talha dourada.